# Бранш, Бернд
Бернд Бранш (нем. Bernd Bransch; 24 сентября 1944, Галле, Саксония — 11 июня 2022, Галле, Саксония-Анхальт) — немецкий футболист, защитник. Участник чемпионата мира 1974 года, Олимпийский чемпион 1976 года и бронзовый призёр Олимпийских игр 1972 года. Лучший Футболист года в ГДР 1968 и 1974 года.

## Карьера

### В сборной
В сборной ГДР Бернд Бранш дебютировал 17 мая 1967 года в товарищеском матче со сборной Швеции, завершившимся победой восточных немцев со счётом 1:0. В 1972 году Бранш в составе сборной поехал в Мюнхен на XX летние Олимпийские игры, он сыграл во всех семи матчах своей команды которая стала бронзовым призёром. В 1974 году Бранш принял участие в единственном для своей страны чемпионате мира 1974 года, он сыграл во всех шести матчах, включая знаменитый матч со сборной ФРГ. В 1976 году Бранш вновь отправился на Олимпийские игры, на этот раз более удачно, так как сборная ГДР благодаря победе в финале над сборной Польши со счётом 3:1, завоевала первые и единственные в своей истории золотые олимпийские медали. Своё последнее выступление за национальную сборную Бранш провёл в товарищеском матче со сборной Алжира 21 апреля 1976 года, тот матч завершился победой восточных немцев со счётом 5:0, а сам Бранш вышел на 65 минуте заменив Ханса-Юргена Дёрнера. 31 июля 1976 года сыграл ещё один матч за сборную ГДР на Олимпиаде 1976 года, однако в наше время ФИФА не считает матчи на Олимпийских играх официальными. Всего же за сборную Бернд Бранш сыграл 65 официальных матчей в которых забил 3 гола голов. Так же Бранш сыграл 10 матчей за олимпийскую сборную ГДР.
| Матчи и голы Бернда Бранша за сборную | Матчи и голы Бернда Бранша за сборную | Матчи и голы Бернда Бранша за сборную | Матчи и голы Бернда Бранша за сборную | Матчи и голы Бернда Бранша за сборную | Матчи и голы Бернда Бранша за сборную | Матчи и голы Бернда Бранша за сборную |
| ------------------------------------- | ------------------------------------- | ------------------------------------- | ------------------------------------- | ------------------------------------- | ------------------------------------- | ------------------------------------- |
| №                                     | Дата                                  | Соперник                              | Счёт                                  | Голы                                  | Турнир                                |                                       |
| 1                                     | 17 мая 1967                           | Швеция                                | 1:0                                   | —                                     | Товарищеский матч                     |                                       |
| 2                                     | 4 июня 1967                           | Дания                                 | 1:1                                   | —                                     | Отборочный матч к ЧЕ 1968             |                                       |
| 3                                     | 13 сентября 1967                      | Нидерланды                            | 0:1                                   | —                                     | Отборочный матч к ЧЕ 1968             |                                       |
| 4                                     | 27 сентября 1967                      | Венгрия                               | 1:3                                   | —                                     | Отборочный матч к ЧЕ 1968             |                                       |
| 5                                     | 11 октября 1967                       | Дания                                 | 3:2                                   | —                                     | Отборочный матч к ЧЕ 1968             |                                       |
| 6                                     | 29 октября 1967                       | Венгрия                               | 1:0                                   | —                                     | Отборочный матч к ЧЕ 1968             |                                       |
| 7                                     | 2 февраля 1968                        | Чехословакия                          | 2:2                                   | —                                     | Товарищеский матч                     |                                       |
| 8                                     | 19 октября 1968                       | Польша                                | 1:1                                   | —                                     | Товарищеский матч                     |                                       |
| 9                                     | 29 марта 1969                         | Италия                                | 2:2                                   | —                                     | Отборочный матч к ЧМ 1970             |                                       |
| 10                                    | 16 апреля 1969                        | Уэльс                                 | 2:1                                   | —                                     | Отборочный матч к ЧМ 1970             |                                       |
| 11                                    | 22 июня 1969                          | Чили                                  | 0:1                                   | —                                     | Товарищеский матч                     |                                       |
| 12                                    | 9 июля 1969                           | Египет                                | 7:0                                   | —                                     | Товарищеский матч                     |                                       |
| 13                                    | 25 июля 1969                          | СССР                                  | 2:2                                   | —                                     | Товарищеский матч                     |                                       |
| 14                                    | 22 октября 1969                       | Уэльс                                 | 3:1                                   | —                                     | Отборочный матч к ЧМ 1970             |                                       |
| 15                                    | 22 ноября 1969                        | Италия                                | 0:3                                   | —                                     | Отборочный матч к ЧМ 1970             |                                       |
| 16                                    | 8 декабря 1969                        | Ирак                                  | 1:1                                   | —                                     | Товарищеский матч                     |                                       |
| 17                                    | 19 декабря 1969                       | Египет                                | 3:1                                   | —                                     | Товарищеский матч                     |                                       |
| 18                                    | 16 мая 1970                           | Польша                                | 1:1                                   | —                                     | Товарищеский матч                     |                                       |
| 19                                    | 27 июля 1970                          | Ирак                                  | 5:0                                   | —                                     | Товарищеский матч                     |                                       |
| 20                                    | 24 апреля 1971                        | Люксембург                            | 2:1                                   | —                                     | Отборочный матч к ЧЕ 1972             |                                       |
| 21                                    | 9 мая 1971                            | Югославия                             | 1:2                                   | —                                     | Отборочный матч к ЧЕ 1972             |                                       |
| 22                                    | 16 августа 1971                       | Мексика                               | 1:0                                   | —                                     | Товарищеский матч                     |                                       |
| 23                                    | 18 сентября 1971                      | Мексика                               | 1:1                                   | —                                     | Товарищеский матч                     |                                       |
| 24                                    | 25 сентября 1971                      | Чехословакия                          | 1:1                                   | —                                     | Товарищеский матч                     |                                       |
| 25                                    | 10 октября 1971                       | Нидерланды                            | 2:3                                   | —                                     | Отборочный матч к ЧЕ 1972             |                                       |
| 26                                    | 16 октября 1971                       | Югославия                             | 0:0                                   | —                                     | Отборочный матч к ЧЕ 1972             |                                       |
| 27                                    | 27 мая 1972                           | Уругвай                               | 1:0                                   | —                                     | Товарищеский матч                     |                                       |
| 28                                    | 31 мая 1972                           | Уругвай                               | 0:0                                   | —                                     | Товарищеский матч                     |                                       |
| 29                                    | 7 октября 1972                        | Финляндия                             | 5:0                                   | —                                     | Отборочный матч к ЧМ 1974             |                                       |
| 30                                    | 1 ноября 1972                         | Чехословакия                          | 3:1                                   | —                                     | Товарищеский матч                     |                                       |
| 31                                    | 15 февраля 1973                       | Колумбия                              | 2:0                                   | —                                     | Товарищеский матч                     |                                       |
| 32                                    | 18 февраля 1973                       | Эквадор                               | 1:1                                   | —                                     | Товарищеский матч                     |                                       |
| 33                                    | 8 апреля 1973                         | Албания                               | 2:0                                   | —                                     | Отборочный матч к ЧМ 1974             |                                       |
| 34                                    | 18 апреля 1973                        | Бельгия                               | 0:3                                   | —                                     | Товарищеский матч                     |                                       |
| 35                                    | 16 мая 1973                           | Венгрия                               | 2:1                                   | —                                     | Товарищеский матч                     |                                       |
| 36                                    | 27 мая 1973                           | Румыния                               | 0:1                                   | —                                     | Отборочный матч к ЧМ 1974             |                                       |
| 37                                    | 6 июня 1973                           | Финляндия                             | 5:1                                   | —                                     | Отборочный матч к ЧМ 1974             |                                       |
| 38                                    | 17 июня 1973                          | Исландия                              | 2:1                                   | —                                     | Товарищеский матч                     |                                       |
| 39                                    | 19 июня 1973                          | Исландия                              | 2:0                                   | —                                     | Товарищеский матч                     |                                       |
| 40                                    | 26 сентября 1973                      | Румыния                               | 2:0                                   | 2                                     | Отборочный матч к ЧМ 1974             |                                       |
| 41                                    | 17 октября 1973                       | СССР                                  | 1:0                                   | —                                     | Товарищеский матч                     |                                       |
| 42                                    | 3 ноября 1973                         | Албания                               | 4:1                                   | —                                     | Отборочный матч к ЧМ 1974             |                                       |
| 43                                    | 21 ноября 1973                        | Венгрия                               | 1:0                                   | —                                     | Товарищеский матч                     |                                       |
| 44                                    | 26 февраля 1974                       | Тунис                                 | 4:0                                   | —                                     | Товарищеский матч                     |                                       |
| 45                                    | 28 февраля 1974                       | Алжир                                 | 3:1                                   | —                                     | Товарищеский матч                     |                                       |
| 46                                    | 13 марта 1974                         | Бельгия                               | 1:0                                   | —                                     | Товарищеский матч                     |                                       |
| 47                                    | 27 марта 1974                         | Чехословакия                          | 1:0                                   | —                                     | Товарищеский матч                     |                                       |
| 48                                    | 23 мая 1974                           | Норвегия                              | 1:0                                   | —                                     | Товарищеский матч                     |                                       |
| 49                                    | 29 мая 1974                           | Англия                                | 1:1                                   | —                                     | Товарищеский матч                     |                                       |
| 50                                    | 14 июня 1974                          | Австралия                             | 2:0                                   | —                                     | Чемпионат мира 1974                   |                                       |
| 51                                    | 18 июня 1974                          | Чили                                  | 1:1                                   | —                                     | Чемпионат мира 1974                   |                                       |
| 52                                    | 22 июня 1974                          | ФРГ                                   | 1:0                                   | —                                     | Чемпионат мира 1974                   |                                       |
| 53                                    | 26 июня 1974                          | Бразилия                              | 0:1                                   | —                                     | Чемпионат мира 1974                   |                                       |
| 54                                    | 30 июня 1974                          | Нидерланды                            | 0:2                                   | —                                     | Чемпионат мира 1974                   |                                       |
| 55                                    | 3 июля 1974                           | Аргентина                             | 1:1                                   | —                                     | Чемпионат мира 1974                   |                                       |
| 56                                    | 4 сентября 1974                       | Польша                                | 3:1                                   | —                                     | Товарищеский матч                     |                                       |
| 57                                    | 25 сентября 1974                      | Чехословакия                          | 1:3                                   | —                                     | Товарищеский матч                     |                                       |
| 58                                    | 9 октября 1974                        | Канада                                | 2:0                                   | —                                     | Товарищеский матч                     |                                       |
| 59                                    | 12 октября 1974                       | Исландия                              | 1:1                                   | —                                     | Отборочный матч к ЧЕ 1976             |                                       |
| 60                                    | 30 октября 1974                       | Шотландия                             | 0:3                                   | —                                     | Товарищеский матч                     |                                       |
| 61                                    | 26 марта 1975                         | Болгария                              | 0:0                                   | —                                     | Товарищеский матч                     |                                       |
| 62                                    | 29 июля 1975                          | Канада                                | 3:0                                   | 1                                     | Товарищеский матч                     |                                       |
| 63                                    | 31 июля 1975                          | Канада                                | 7:1                                   | —                                     | Товарищеский матч                     |                                       |
| 64                                    | 19 ноября 1975                        | Чехословакия                          | 1:1                                   | —                                     | Товарищеский матч                     |                                       |
| 65                                    | 21 апреля 1976                        | Алжир                                 | 5:0                                   | —                                     | Товарищеский матч                     |                                       |

Итого: 65 матчей / 3 гола; 35 побед, 18 ничьих, 12 поражений.
| Матчи и голы Бернда Бранша за олимпийскую сборную | Матчи и голы Бернда Бранша за олимпийскую сборную | Матчи и голы Бернда Бранша за олимпийскую сборную | Матчи и голы Бернда Бранша за олимпийскую сборную | Матчи и голы Бернда Бранша за олимпийскую сборную | Матчи и голы Бернда Бранша за олимпийскую сборную | Матчи и голы Бернда Бранша за олимпийскую сборную |
| ------------------------------------------------- | ------------------------------------------------- | ------------------------------------------------- | ------------------------------------------------- | ------------------------------------------------- | ------------------------------------------------- | ------------------------------------------------- |
| №                                                 | Дата                                              | Соперник                                          | Счёт                                              | Голы                                              | Турнир                                            |                                                   |
| 1                                                 | 18 ноября 1967                                    | Румыния                                           | 1:0                                               | —                                                 | Отборочный матч к ОИ 1968                         |                                                   |
| 2                                                 | 6 декабря 1967                                    | Румыния                                           | 1:0                                               | —                                                 | Отборочный матч к ОИ 1968                         |                                                   |
| 3                                                 | 28 августа 1972                                   | Гана                                              | 4:0                                               | —                                                 | Олимпийские игры 1972                             |                                                   |
| 4                                                 | 30 августа 1972                                   | Колумбия                                          | 6:1                                               | —                                                 | Олимпийские игры 1972                             |                                                   |
| 5                                                 | 1 сентября 1972                                   | Польша                                            | 1:2                                               | —                                                 | Олимпийские игры 1972                             |                                                   |
| 6                                                 | 3 сентября 1972                                   | Венгрия                                           | 0:2                                               | —                                                 | Олимпийские игры 1972                             |                                                   |
| 7                                                 | 5 сентября 1972                                   | Мексика                                           | 7:0                                               | —                                                 | Олимпийские игры 1972                             |                                                   |
| 8                                                 | 8 сентября 1972                                   | ФРГ                                               | 3:2                                               | —                                                 | Олимпийские игры 1972                             |                                                   |
| 9                                                 | 10 сентября 1972                                  | СССР                                              | 2:2                                               | —                                                 | Олимпийские игры 1972                             |                                                   |
| 10                                                | 31 июля 1976                                      | Польша                                            | 3:1                                               | —                                                 | Олимпийские игры 1976                             |                                                   |

Итого: 10 матчей; 7 побед, 1 ничья, 2 поражения.

## Достижения

### Командные
Сборная ГДР
- Победитель Олимпийских игр: 1976
- Бронзовый призёр Олимпийских игр: 1972

«Хеми Галле»
- Бронзовый призёр чемпионата ГДР: 1971

«Карл Цейсс»
- Серебряный призёр чемпионата ГДР: 1974
- Обладатель Кубка ГДР: 1974

### Личные
- Футболист года в ГДР (2): 1968, 1974
- Лучший бомбардир второго дивизиона чемпионата ГДР: 1965 (20 голов)
- 31-е место в списке игроков с наибольшим количеством матчей, сыгранных в чемпионате ГДР: 316 матчей